# فوزية بن فضة الشعار
فوزية بن فضة الشعار أو فوزية بن فضة (19 جويلية 1963 في تونس العاصمة) هي إمرأة سياسية تونسية عضوة بالاتحاد الوطني الحر. والنائبة الثانية لرئيس مجلس نواب الشعب منذ 4 ديسمبر 2014.

## السيرة الذاتية

### العمل
متحصلة على الإجازة في علم النفس من كلية العلوم الإنسانية والاجتماعية بتونس في 1986 وأصبحت بعد ذلك مدرسة في العديد من المدارس الإعدادية. عام 2013 أصبحت مديرة لمدرسة البطان.

### مجلس نواب الشعب
في الانتخابات التشريعية 2014، فازت فوزية بن فضة الشعار بمقعد عن الحزب في دائرة منوبة الانتخابية، وبعد افتتاح المجلس تم انتخاب محمد الناصر عن نداء تونس رئيسا للمجلس وعبد الفتاح مورو نائبا أولا له وفوزية بن فضة الشعار عن الاتحاد الوطني الحر نائبًا ثانيًا لرئيس المجلس.

## الحياة الخاصة
متزوجة وأم لثلاث أطفال.